# Кёнигхайм
Кёнигхайм (нем. Königheim) — община в Германии, в земле Баден-Вюртемберг. 
Подчиняется административному округу Штутгарт. Входит в состав района Майн-Таубер.  Население составляет 3153 человека (на 31 декабря 2010 года). Занимает площадь 61,23 км².